# NGC 913
NGC 913 este o galaxie lenticulară situată în constelația Andromeda. A fost descoperită în 30 noiembrie 1878 de către Édouard Stephan⁠(d).